# Vignotte
De Vignotte is een Franse kaas uit de regio Champagne.
De kaas is een zeer romige kaas met een witte korst. Tijdens het kaasmaken wordt aan de melk extra room toegevoegd, waardoor de kaas een zachte, romige en smaakvolle kaasmassa krijgt.